# Боб Гантон
Роберт Патрик „Боб” Гантон млађи (енгл. Robert Patrick Gunton Jr.; рођен 15. новембра 1945, Санта Моника, Калифорнија), амерички је позоришни, филмски и ТВ глумац. Познат је по својим улогама строгих, ауторитативних ликова, а неке од његових најпознатијих улога су улоге шефа полиције Џорџа Ерла у филму Разбијач (1993), управника Семјуела Нортона у Бекство из Шошенка (1994) и доктора Волкота у Закрпа Адамс (1998).
Појавио се и у филмовима Рођен 4. јула (1989), Патриотске игре (1992), Бљесак смрти (1996), Лудо крстарење (2002), Арго (2012), као државни секретар Сајрус Венс, као и у ТВ серијама 24 (2007 – 2010), Очајне домаћице (2004 – 2006) и Дердевил (2015).